# Algebraische Integration
Als algebraische oder symbolische Integration oder Quadratur bezeichnet man in der Mathematik die Berechnung von Integralen durch exakte Termumformungen, im Gegensatz zur approximativen numerischen Quadratur.
Die algebraische Integration gehört zu den wichtigsten Anwendungsfällen von Computeralgebrasystemen. Diesen Programmen werden Funktionen zur Bestimmung einer Stammfunktion implementiert. Die wichtigsten Regeln sind hier die Substitutionsregel und die partielle Integration. Jedoch gelangt man bei diesen Techniken auch schnell an die Grenzen ihrer Einsetzbarkeit. So besitzt die Funktion {\displaystyle \textstyle \exp \left(-{\frac {x^{2}}{2}}\right)} keine geschlossene Darstellung ihrer Stammfunktion. Für diese Fälle gibt es auch die Techniken der Fourier-Transformation und des Residuensatzes, welche auch von modernen Computeralgebrasystemen beherrscht werden. Außerdem verwenden Computeralgebrasysteme sogenannte Fehler-Funktionen, bspw. die Gaußsche Fehlerfunktion, zur Bildung von Stammfunktionen, welche keine geschlossene Darstellung haben.
Es existiert ein Verfahren, genannt Risch-Algorithmus, welches für viele Klassen von Integranden entscheiden kann, ob ein Integral existiert, und dieses dann bestimmt. Derartige Algorithmen werden immer noch weiterentwickelt, denn der Risch-Algorithmus ist auf unbestimmte Integrale beschränkt.  Die weit überwiegende Mehrzahl der für Physiker, theoretische Chemiker und Ingenieure interessanten Integrale sind jedoch bestimmte Integrale, oft mit Bezug zur Laplace-Transformation, Fourier-Transformation oder Mellin-Transformation. Eine Alternative zum Risch-Algorithmus verwendet eine Kombination aus Computeralgebrasystem und Mustererkennung sowie die Kenntnisse über spezielle Funktionen, insbesondere die unvollständige Gamma-Funktion. Obwohl dieser Weg eher heuristisch als algorithmisch ist, stellt er doch eine effektive Methode zur Berechnung bestimmter Integrale dar, insbesondere solcher die in der Praxis des Ingenieurwesens auftreten. Diese Methode wurde erstmals von den Entwicklern des Computeralgebrasystems Maple implementiert, und später von Systemen wie Mathematica, MuPAD und anderen übernommen.

## Beispiel
Mit Hilfe der Polynomfunktion {\displaystyle x^{2}} wird ein einfaches Beispiel gegeben. So ist
{\displaystyle \int x^{2}\,\mathrm {d} x={\frac {x^{3}}{3}}+C}
das symbolische Resultat für das unbestimmte Integral, wobei {\displaystyle C} eine Integrationskonstante ist. Für das bestimmte Integral
{\displaystyle \int _{-1}^{1}x^{2}\,dx={\frac {2}{3}}=0{,}6666\ldots }
ist der symbolische Wert {\displaystyle {\tfrac {2}{3}}} und der numerische ist 0,6666…. Dabei ist die Anzahl der Nachkommastellen unendlich.